# Nicholas Soames
Sir Arthur Nicholas Winston Soames (* 12. února 1948 Croydon, Surrey, Anglie) je britský politik, člen Konzervativní strany a od roku 1983 poslanec Dolní sněmovny.
Je synem politika Christophera Soamese a jeho ženy Mary, nejmladší dcery Winstona Churchilla. V letech 1981–1988 byl ženatý s Catherine Weatherallovou, se kterou má syna Harryho Soamese, od roku 1993 je jeho manželkou Serena Smithová, s níž má dceru a syna.
Ve volbách v roce 1983 byl zvolen do Dolní sněmovny za obvod Crawley v Západním Sussexu, který reprezentoval až do voleb 1997. Tehdy byl zvolen za obvod Střední Sussex, který zastupuje dosud. V letech 1994–1997, za vlády Johna Majora, byl náměstkem ministra obrany, v letech 2003–2005 byl stínovým ministrem obrany.
V roce 2014 byl za svoji politickou činnost povýšen královnou Alžbětou II. do rytířského stavu. 28. října téhož roku převzal za svého děda Winstona Churchilla nejvyšší státní vyznamenání České republiky.